# Copa Preparación 1960
La Copa Preparación 1960 fue la 3º edición del clásico torneo de copa entre clubes de Chile y en el cual participaron clubes de Primera División, de Segunda División y equipos de selecciones comunales. Fue dirigido por la Asociación Central de Fútbol y se disputó como un campeonato de iniciación al torneo nacional. 
Finalizó con el enfrentamiento entre Deportes La Serena y Santiago Wanderers, que terminó con una victoria del primero por 4-1, que se proclamó por primera vez campeón del torneo. 

## Equipos participantes
Participaron 27 equipos en total: 14 equipos de la Primera División, 12 equipos de la Segunda División y 1 selección comunal.
| División              | Número de equipos |
| --------------------- | ----------------- |
| Primera División      | 14                |
| Segunda División      | 12                |
| Selecciones comunales | 1                 |

## Desarrollo

### Primera fase
Los ganadores de los grupos 1 a 7 clasificaban a la siguiente ronda, mientras que los ganadores de los grupos 8 y 9 definían entre sí al octavo clasificado.

#### Grupo 1
| Copa Preparación 1960 Grupo 1 Fecha 1; | Deportes La Serena | 2:0 | Coquimbo Unido |  |  |
|                                        | Anotado · Anotado  |     |                |  |  |

| Copa Preparación 1960 Grupo 1 Fecha 2; | Coquimbo Unido    | 2:1 | Selección de Ovalle |  |  |
|                                        | Anotado · Anotado |     | Anotado             |  |  |

| Copa Preparación 1960 Grupo 1 Fecha 3; | Deportes La Serena                                        | 6:1 | Selección de Ovalle |  |  |
|                                        | Anotado · Anotado · Anotado · Anotado · Anotado · Anotado |     | Anotado             |  |  |

| Pos | Equipo              | PJ | PG | PE | PP | GF | GC | Dif | Pts |
| --- | ------------------- | -- | -- | -- | -- | -- | -- | --- | --- |
| 1   | Deportes La Serena  | 2  | 2  | 0  | 0  | 8  | 1  | 7   | 4   |
| 2   | Coquimbo Unido      | 2  | 1  | 0  | 1  | 2  | 3  | -1  | 2   |
| 3   | Selección de Ovalle | 2  | 0  | 0  | 2  | 2  | 8  | -6  | 0   |

Pos = Posición; PJ = Partidos jugados; PG = Partidos ganados; PE = Partidos empatados; PP = Partidos perdidos; GF = Goles a favor; GC = Goles en contra; Dif = Diferencia de gol; +3 = Partidos con más de 3 goles; Pts = Puntos
|  | Clasificado a cuartos de final |

#### Grupo 2
| Copa Preparación 1960 Grupo 2 Fecha 1; 27 de marzo de 1960, 16:00 | Trasandino         | 0:2 (0:1) | Santiago Wanderers | Trasandino, Los Andes                                     |                                                           |
|                                                                   | Gatti 17' Díaz 85' |           |                    | Asistencia: 1.555 espectadores Árbitro(s): Pablo Zarkadys | Asistencia: 1.555 espectadores Árbitro(s): Pablo Zarkadys |

| Copa Preparación 1960 Grupo 2 Fecha 2; | Trasandino        | 2:2 | San Luis          |  |  |
|                                        | Anotado · Anotado |     | Anotado · Anotado |  |  |

| Copa Preparación 1960 Grupo 2 Fecha 3; | Santiago Wanderers                    | 4:1 | San Luis |  |  |
|                                        | Anotado · Anotado · Anotado · Anotado |     | Anotado  |  |  |

| Pos | Equipo             | PJ | PG | PE | PP | GF | GC | Dif | Pts |
| --- | ------------------ | -- | -- | -- | -- | -- | -- | --- | --- |
| 1   | Santiago Wanderers | 2  | 2  | 0  | 0  | 6  | 1  | 5   | 4   |
| 2   | Trasandino         | 2  | 0  | 1  | 1  | 2  | 4  | -2  | 1   |
| 3   | San Luis           | 2  | 0  | 1  | 1  | 3  | 6  | -3  | 1   |

Pos = Posición; PJ = Partidos jugados; PG = Partidos ganados; PE = Partidos empatados; PP = Partidos perdidos; GF = Goles a favor; GC = Goles en contra; Dif = Diferencia de gol; +3 = Partidos con más de 3 goles; Pts = Puntos
|  | Clasificado a cuartos de final |

#### Grupo 3
| Copa Preparación 1960 Grupo 3 Fecha 1; | Everton           | 2:1 | Unión San Felipe |  |  |
|                                        | Anotado · Anotado |     | Anotado          |  |  |

| Copa Preparación 1960 Grupo 3 Fecha 2; | Unión La Calera             | 3:2 | Unión San Felipe  |  |  |
|                                        | Anotado · Anotado · Anotado |     | Anotado · Anotado |  |  |

| Copa Preparación 1960 Grupo 3 Fecha 3; | Everton | 0:2 | Unión La Calera   |  |  |
|                                        |         |     | Anotado · Anotado |  |  |

| Pos | Equipo           | PJ | PG | PE | PP | GF | GC | Dif | Pts |
| --- | ---------------- | -- | -- | -- | -- | -- | -- | --- | --- |
| 1   | Unión La Calera  | 2  | 2  | 0  | 0  | 5  | 2  | 3   | 4   |
| 2   | Everton          | 2  | 1  | 0  | 1  | 2  | 3  | -1  | 2   |
| 3   | Unión San Felipe | 2  | 0  | 0  | 2  | 3  | 5  | -2  | 0   |

Pos = Posición; PJ = Partidos jugados; PG = Partidos ganados; PE = Partidos empatados; PP = Partidos perdidos; GF = Goles a favor; GC = Goles en contra; Dif = Diferencia de gol; +3 = Partidos con más de 3 goles; Pts = Puntos
|  | Clasificado a cuartos de final |

#### Grupo 4
| Copa Preparación 1960 Grupo 4 Fecha 1; | Santiago Morning  | 2:0 | Magallanes |  |  |
|                                        | Anotado · Anotado |     |            |  |  |

| Copa Preparación 1960 Grupo 4 Fecha 2; | Universidad de Chile | 1:1 | Magallanes |  |  |
|                                        | José Moris           |     | Anotado    |  |  |

| Copa Preparación 1960 Grupo 4 Fecha 3; | Santiago Morning | 1:2 | Universidad de Chile     |  |  |
|                                        | Anotado          |     | José Moris · Luis Ibarra |  |  |

| Pos | Equipo               | PJ | PG | PE | PP | GF | GC | Dif | Pts |
| --- | -------------------- | -- | -- | -- | -- | -- | -- | --- | --- |
| 1   | Universidad de Chile | 2  | 1  | 1  | 0  | 3  | 2  | 1   | 3   |
| 2   | Santiago Morning     | 2  | 1  | 0  | 1  | 3  | 2  | 1   | 2   |
| 3   | Magallanes           | 2  | 0  | 1  | 1  | 1  | 3  | -2  | 1   |

Pos = Posición; PJ = Partidos jugados; PG = Partidos ganados; PE = Partidos empatados; PP = Partidos perdidos; GF = Goles a favor; GC = Goles en contra; Dif = Diferencia de gol; +3 = Partidos con más de 3 goles; Pts = Puntos
|  | Clasificado a cuartos de final |

#### Grupo 5
| Copa Preparación 1960 Grupo 5 Fecha 1; 27 de marzo de 1960, 16:30 | Green Cross                             | 3:2 (2:0) | Colo-Colo                 | Nacional, Ñuñoa                                            |                                                            |
|                                                                   | Albella 36' · Aravena 38' · Hurtado 73' |           | Herrera 66' · Guevara 88' | Asistencia: 3.042 espectadores Árbitro(s): José Luis Silva | Asistencia: 3.042 espectadores Árbitro(s): José Luis Silva |

| Copa Preparación 1960 Grupo 5 Fecha 2; 2 de abril de 1960 | Universidad Católica                | 2:1 | Colo-Colo          | San Eugenio, Santiago |  |
|                                                           | Juan Carlos Lezcano · Osvaldo Pesce |     | Enrique Hormazábal |                       |  |

| Copa Preparación 1960 Grupo 5 Fecha 3; | Universidad Católica | 2:1 | Green Cross |  |  |
|                                        | Anotado · Anotado    |     | Anotado     |  |  |

| Pos | Equipo               | PJ | PG | PE | PP | GF | GC | Dif | Pts |
| --- | -------------------- | -- | -- | -- | -- | -- | -- | --- | --- |
| 1   | Universidad Católica | 2  | 2  | 0  | 0  | 4  | 2  | 2   | 4   |
| 2   | Green Cross          | 2  | 1  | 0  | 1  | 4  | 4  | 0   | 2   |
| 3   | Colo-Colo            | 2  | 0  | 0  | 2  | 3  | 5  | -2  | 0   |

Pos = Posición; PJ = Partidos jugados; PG = Partidos ganados; PE = Partidos empatados; PP = Partidos perdidos; GF = Goles a favor; GC = Goles en contra; Dif = Diferencia de gol; +3 = Partidos con más de 3 goles; Pts = Puntos
|  | Clasificado a cuartos de final |

#### Grupo 6
| Copa Preparación 1960 Grupo 6 Fecha 1; | Ferrobádminton    | 2:0 | Universidad Técnica del Estado |  |  |
|                                        | Anotado · Anotado |     |                                |  |  |

| Copa Preparación 1960 Grupo 6 Fecha 2; | Audax Italiano                                            | 6:0 | Universidad Técnica del Estado |  |  |
|                                        | Anotado · Anotado · Anotado · Anotado · Anotado · Anotado |     |                                |  |  |

| Copa Preparación 1960 Grupo 6 Fecha 3; | Ferrobádminton              | 3:4 | Audax Italiano                        |  |  |
|                                        | Anotado · Anotado · Anotado |     | Anotado · Anotado · Anotado · Anotado |  |  |

| Pos | Equipo                         | PJ | PG | PE | PP | GF | GC | Dif | Pts |
| --- | ------------------------------ | -- | -- | -- | -- | -- | -- | --- | --- |
| 1   | Audax Italiano                 | 2  | 2  | 0  | 0  | 10 | 3  | 7   | 4   |
| 2   | Ferrobádminton                 | 2  | 1  | 0  | 1  | 5  | 4  | 1   | 2   |
| 3   | Universidad Técnica del Estado | 2  | 0  | 0  | 2  | 0  | 8  | -8  | 0   |

Pos = Posición; PJ = Partidos jugados; PG = Partidos ganados; PE = Partidos empatados; PP = Partidos perdidos; GF = Goles a favor; GC = Goles en contra; Dif = Diferencia de gol; +3 = Partidos con más de 3 goles; Pts = Puntos
|  | Clasificado a cuartos de final |

#### Grupo 7
| Copa Preparación 1960 Grupo 7 Fecha 1; | Unión Española | 1:1 | Palestino |  |  |
|                                        | Anotado        |     | Anotado   |  |  |

| Copa Preparación 1960 Grupo 7 Fecha 2; | Iberia | 0:0 | Palestino |  |  |

| Copa Preparación 1960 Grupo 7 Fecha 3; | Iberia            | 2:3 | Unión Española              |  |  |
|                                        | Anotado · Anotado |     | Anotado · Anotado · Anotado |  |  |

| Pos | Equipo         | PJ | PG | PE | PP | GF | GC | Dif | Pts |
| --- | -------------- | -- | -- | -- | -- | -- | -- | --- | --- |
| 1   | Unión Española | 2  | 1  | 1  | 0  | 4  | 3  | 1   | 3   |
| 2   | Palestino      | 2  | 0  | 2  | 0  | 1  | 1  | 0   | 2   |
| 3   | Iberia         | 2  | 0  | 1  | 1  | 2  | 3  | -1  | 1   |

Pos = Posición; PJ = Partidos jugados; PG = Partidos ganados; PE = Partidos empatados; PP = Partidos perdidos; GF = Goles a favor; GC = Goles en contra; Dif = Diferencia de gol; +3 = Partidos con más de 3 goles; Pts = Puntos
|  | Clasificado a cuartos de final |

#### Grupo 8
| Copa Preparación 1960 Grupo 8 Fecha 1; | Colchagua                             | 4:2 | San Bernardo Central |  |  |
|                                        | Anotado · Anotado · Anotado · Anotado |     | Anotado · Anotado    |  |  |

| Copa Preparación 1960 Grupo 8 Fecha 2; | O'Higgins                   | 3:0 | San Bernardo Central |  |  |
|                                        | Anotado · Anotado · Anotado |     |                      |  |  |

| Copa Preparación 1960 Grupo 8 Fecha 3; Domingo 10 de abril | Colchagua | 1:0 | O'Higgins | Municipal de San Fernando, |  |

| Pos | Equipo               | PJ | PG | PE | PP | GF | GC | Dif | Pts |
| --- | -------------------- | -- | -- | -- | -- | -- | -- | --- | --- |
| 1   | Colchagua            | 2  | 2  | 0  | 0  | 5  | 2  | 3   | 4   |
| 2   | O'Higgins            | 2  | 1  | 0  | 1  | 3  | 1  | 2   | 2   |
| 3   | San Bernardo Central | 2  | 0  | 0  | 2  | 2  | 7  | -5  | 0   |

Pos = Posición; PJ = Partidos jugados; PG = Partidos ganados; PE = Partidos empatados; PP = Partidos perdidos; GF = Goles a favor; GC = Goles en contra; Dif = Diferencia de gol; +3 = Partidos con más de 3 goles; Pts = Puntos
|  | Clasificado a la definición a cuartos de final |

#### Grupo 9
| Copa Preparación 1960 Grupo 9 Fecha 1; | Rangers                     | 3:0 | Alianza |  |  |
|                                        | Anotado · Anotado · Anotado |     |         |  |  |

| Copa Preparación 1960 Grupo 9 Fecha 2; | Ñublense          | 2:0 | Alianza |  |  |
|                                        | Anotado · Anotado |     |         |  |  |

| Copa Preparación 1960 Grupo 9 Fecha 3; | Rangers           | 2:3 | Ñublense                    |  |  |
|                                        | Anotado · Anotado |     | Anotado · Anotado · Anotado |  |  |

| Pos | Equipo   | PJ | PG | PE | PP | GF | GC | Dif | Pts |
| --- | -------- | -- | -- | -- | -- | -- | -- | --- | --- |
| 1   | Ñublense | 2  | 2  | 0  | 0  | 5  | 2  | 3   | 4   |
| 2   | Rangers  | 2  | 1  | 0  | 1  | 5  | 3  | 2   | 2   |
| 3   | Alianza  | 2  | 0  | 0  | 2  | 0  | 5  | -5  | 0   |

Pos = Posición; PJ = Partidos jugados; PG = Partidos ganados; PE = Partidos empatados; PP = Partidos perdidos; GF = Goles a favor; GC = Goles en contra; Dif = Diferencia de gol; +3 = Partidos con más de 3 goles; Pts = Puntos
|  | Clasificado a la definición a cuartos de final |

#### Definición por el primer lugar de los grupos 8 y 9
| Copa Preparación 1960 Definición por el primer lugar de los grupos 8 y 9; | Ñublense | 1:0 | Colchagua |  |  |
|                                                                           | Anotado  |     |           |  |  |

### Fase final
|  | Semifinales | Semifinales          | Semifinales        |                    |                    | Semifinales        | Semifinales | Semifinales |  |                    | Final              | Final | Final |  |
|  |             |                      |                    |                    |                    |                    |             |             |  |                    |                    |       |       |  |
|  |             |                      |                    |                    |                    |                    |             |             |  |                    |                    |       |       |  |
|  | 6           | Deportes La Serena   | 6                  |                    |                    |                    |             |             |  |                    |                    |       |       |  |
|  | 6           | Deportes La Serena   | 6                  |                    |                    |                    |             |             |  |                    |                    |       |       |  |
|  | 5           | Universidad Católica | 0                  |                    |                    |                    |             |             |  |                    |                    |       |       |  |
|  | 5           | Universidad Católica | 0                  |                    | Deportes La Serena | Deportes La Serena | 3           |             |  |                    |                    |       |       |  |
|  |             |                      |                    |                    | Deportes La Serena | Deportes La Serena | 3           |             |  |                    |                    |       |       |  |
|  |             |                      | Audax Italiano     | Audax Italiano     | 2                  |                    |             |             |  |                    |                    |       |       |  |
|  | 9           | Audax Italiano       | Audax Italiano     | Audax Italiano     | 2                  | 5                  |             |             |  |                    |                    |       |       |  |
|  | 9           | Audax Italiano       |                    |                    |                    |                    |             |             |  |                    |                    |       |       |  |
|  | 7           | Unión Española       | 3                  |                    |                    |                    |             |             |  |                    |                    |       |       |  |
|  | 7           | Unión Española       | 3                  |                    |                    |                    |             |             |  | Deportes La Serena | Deportes La Serena | 4     |       |  |
|  |             |                      |                    |                    |                    |                    |             |             |  | Deportes La Serena | Deportes La Serena | 4     |       |  |
|  |             |                      | Santiago Wanderers | Santiago Wanderers | 1                  |                    |             |             |  |                    |                    |       |       |  |
|  | 3           | Santiago Wanderers   | Santiago Wanderers | Santiago Wanderers | 1                  | 2                  |             |             |  |                    |                    |       |       |  |
|  | 3           | Santiago Wanderers   |                    |                    |                    |                    |             |             |  |                    |                    |       |       |  |
|  | 3           | Universidad de Chile | 2                  |                    |                    |                    |             |             |  |                    |                    |       |       |  |
|  | 3           | Universidad de Chile | 2                  |                    | Santiago Wanderers | Santiago Wanderers | 2           |             |  |                    |                    |       |       |  |
|  |             |                      |                    |                    | Santiago Wanderers | Santiago Wanderers | 2           |             |  |                    |                    |       |       |  |
|  |             |                      | Unión La Calera    | Unión La Calera    | 0                  |                    |             |             |  |                    |                    |       |       |  |
|  | 3           | Unión La Calera      | Unión La Calera    | Unión La Calera    | 0                  | 1                  |             |             |  |                    |                    |       |       |  |
|  | 3           | Unión La Calera      |                    |                    |                    |                    |             |             |  |                    |                    |       |       |  |
|  | 8-9         | Ñublense             | 1                  |                    |                    |                    |             |             |  |                    |                    |       |       |  |
|  | 8-9         | Ñublense             | 1                  |                    |                    |                    |             |             |  |                    |                    |       |       |  |
|  |             |                      |                    |                    |                    |                    |             |             |  |                    |                    |       |       |  |

#### Cuartos de final
| Copa Preparación 1960 Cuartos de final; | Deportes La Serena                                        | 6:0 | Universidad Católica |  |  |
|                                         | Anotado · Anotado · Anotado · Anotado · Anotado · Anotado |     |                      |  |  |

| Copa Preparación 1960 Cuartos de final; | Santiago Wanderers | 2:2 | Universidad de Chile |  |  |
|                                         | Anotado            |     | Anotado              |  |  |

| Copa Preparación 1960 Cuartos de final; | Audax Italiano                        | 5:3 | Unión Española              |  |  |
|                                         | Anotado · Anotado · Anotado · Anotado |     | Anotado · Anotado · Anotado |  |  |

| Copa Preparación 1960 Cuartos de final; | Unión La Calera | 1:1 | Ñublense |  |  |
|                                         | Anotado         |     | Anotado  |  |  |

#### Semifinales
| Copa Preparación 1960 Semifinales; | Deportes La Serena | 3:2 | Audax Italiano    |  |  |
|                                    | }                  |     | Anotado · Anotado |  |  |

| Copa Preparación 1960 Semifinales; | Santiago Wanderers | 2:0 | Unión La Calera |  |  |
|                                    | Anotado · Anotado  |     |                 |  |  |

## Final
|       | POR   | Francisco Bravo    |   |
|       | DEF   | Jorge Poblete      |   |
|       | DEF   | Arturo Farías      |   |
|       | DEF   | Raúl Véliz         |   |
|       | MED   | Orlando Aravena    |   |
|       | MED   | Juan Rojas         |   |
|       | DEL   | Carlos Escalona    | ' |
|       | DEL   | José Sulantay      |   |
|       | DEL   | Juan Pinnola       |   |
|       | DEL   | Carlos Verdejo     |   |
|       | DEL   | Manuel Contreras   |   |
| D. T. | D. T. | Francisco Villegas |   |

|       | POR   | Carlos Espinoza | ' |
|       | DEF   | Reinaldo Coloma |   |
|       | DEF   | Emilio Bozzalla |   |
|       | DEF   | Aldo Valentini  |   |
|       | MED   | Jaime Salinas   |   |
|       | MED   | Gustavo Holz    |   |
|       | DEL   | Eugenio Méndez  |   |
|       | DEL   | Carlos Reynoso  |   |
|       | DEL   | Ricardo Díaz    |   |
|       | DEL   | Alberto Espinal | ' |
|       | DEL   | Carlos Hoffmann |   |
| D. T. | D. T. | José Pérez      |   |

|  | DEL | Pedro Pérez | ' |

|  | POR | Juan Félix Martínez | ' |
|  | DEL | Luis Loyola         | ' |

| 13' · 42' · 65' · 87' | José Sulantay Emilio Bozzalla José Sulantay Arturo Farías | 1-0 2-0 3-1 4-1 |

| 44' | Jaime Salinas | 2-1 |

| Principal | D. Santos |

|       | POR   | Francisco Bravo    |   |
|       | DEF   | Jorge Poblete      |   |
|       | DEF   | Arturo Farías      |   |
|       | DEF   | Raúl Véliz         |   |
|       | MED   | Orlando Aravena    |   |
|       | MED   | Juan Rojas         |   |
|       | DEL   | Carlos Escalona    | ' |
|       | DEL   | José Sulantay      |   |
|       | DEL   | Juan Pinnola       |   |
|       | DEL   | Carlos Verdejo     |   |
|       | DEL   | Manuel Contreras   |   |
| D. T. | D. T. | Francisco Villegas |   |

|       | POR   | Carlos Espinoza | ' |
|       | DEF   | Reinaldo Coloma |   |
|       | DEF   | Emilio Bozzalla |   |
|       | DEF   | Aldo Valentini  |   |
|       | MED   | Jaime Salinas   |   |
|       | MED   | Gustavo Holz    |   |
|       | DEL   | Eugenio Méndez  |   |
|       | DEL   | Carlos Reynoso  |   |
|       | DEL   | Ricardo Díaz    |   |
|       | DEL   | Alberto Espinal | ' |
|       | DEL   | Carlos Hoffmann |   |
| D. T. | D. T. | José Pérez      |   |

|  | DEL | Pedro Pérez | ' |

|  | POR | Juan Félix Martínez | ' |
|  | DEL | Luis Loyola         | ' |

| 13' · 42' · 65' · 87' | José Sulantay Emilio Bozzalla José Sulantay Arturo Farías | 1-0 2-0 3-1 4-1 |

| 44' | Jaime Salinas | 2-1 |

| Principal | D. Santos |

|       | POR   | Francisco Bravo    |   |
|       | DEF   | Jorge Poblete      |   |
|       | DEF   | Arturo Farías      |   |
|       | DEF   | Raúl Véliz         |   |
|       | MED   | Orlando Aravena    |   |
|       | MED   | Juan Rojas         |   |
|       | DEL   | Carlos Escalona    | ' |
|       | DEL   | José Sulantay      |   |
|       | DEL   | Juan Pinnola       |   |
|       | DEL   | Carlos Verdejo     |   |
|       | DEL   | Manuel Contreras   |   |
| D. T. | D. T. | Francisco Villegas |   |

|       | POR   | Carlos Espinoza | ' |
|       | DEF   | Reinaldo Coloma |   |
|       | DEF   | Emilio Bozzalla |   |
|       | DEF   | Aldo Valentini  |   |
|       | MED   | Jaime Salinas   |   |
|       | MED   | Gustavo Holz    |   |
|       | DEL   | Eugenio Méndez  |   |
|       | DEL   | Carlos Reynoso  |   |
|       | DEL   | Ricardo Díaz    |   |
|       | DEL   | Alberto Espinal | ' |
|       | DEL   | Carlos Hoffmann |   |
| D. T. | D. T. | José Pérez      |   |

|  | DEL | Pedro Pérez | ' |

|  | POR | Juan Félix Martínez | ' |
|  | DEL | Luis Loyola         | ' |

| 13' · 42' · 65' · 87' | José Sulantay Emilio Bozzalla José Sulantay Arturo Farías | 1-0 2-0 3-1 4-1 |

| 44' | Jaime Salinas | 2-1 |

| Principal | D. Santos |

|       | POR   | Francisco Bravo    |   |
|       | DEF   | Jorge Poblete      |   |
|       | DEF   | Arturo Farías      |   |
|       | DEF   | Raúl Véliz         |   |
|       | MED   | Orlando Aravena    |   |
|       | MED   | Juan Rojas         |   |
|       | DEL   | Carlos Escalona    | ' |
|       | DEL   | José Sulantay      |   |
|       | DEL   | Juan Pinnola       |   |
|       | DEL   | Carlos Verdejo     |   |
|       | DEL   | Manuel Contreras   |   |
| D. T. | D. T. | Francisco Villegas |   |

|       | POR   | Carlos Espinoza | ' |
|       | DEF   | Reinaldo Coloma |   |
|       | DEF   | Emilio Bozzalla |   |
|       | DEF   | Aldo Valentini  |   |
|       | MED   | Jaime Salinas   |   |
|       | MED   | Gustavo Holz    |   |
|       | DEL   | Eugenio Méndez  |   |
|       | DEL   | Carlos Reynoso  |   |
|       | DEL   | Ricardo Díaz    |   |
|       | DEL   | Alberto Espinal | ' |
|       | DEL   | Carlos Hoffmann |   |
| D. T. | D. T. | José Pérez      |   |

|  | DEL | Pedro Pérez | ' |

|  | POR | Juan Félix Martínez | ' |
|  | DEL | Luis Loyola         | ' |

| 13' · 42' · 65' · 87' | José Sulantay Emilio Bozzalla José Sulantay Arturo Farías | 1-0 2-0 3-1 4-1 |

| 44' | Jaime Salinas | 2-1 |

| Principal | D. Santos |

## Campeón
| Chile                  |
| CD La Serena 1º título |